# Pig latin (linguistique)
Ne doit pas être confondu avec Apache Pig.
Le pig latin est un argot principalement utilisé en anglais, équivalent au louchébem (largonji) en français : un mélange de verlan (pour le renversement des syllabes) et de javanais (pour l'ajout systématique d'une syllabe). Une autre dénomination employée par les Britanniques pour pig latin est backslang (à ne pas confondre avec le backslang utilisé par les criminels londoniens du XIXe siècle).
Le pig latin est souvent pratiqué par les enfants pour s'amuser ou pour converser de manière relativement confidentielle pour ne pas être compris des adultes ou des autres enfants. Réciproquement, les adultes l'emploient parfois pour discuter de sujets sensibles qu'ils ne veulent pas dévoiler aux enfants en bas âge. Les touristes anglophones y ont recours parfois pour obscurcir leurs conversations quand ils voyagent dans des pays où l'anglais est couramment parlé comme première langue étrangère.

## Les règles
Pour construire le mot en pig latin :
- Quand le mot commence avec une consonne, on déplace la première lettre (ou les premières consonnes qui se prononcent ensemble, comme dans « clé »), à la fin du mot et on ajoute « ay ». Par exemple, « latin » devient « atin-lay ».
- Quand le mot commence avec une voyelle, on ajoute « way » à la fin du mot. Par exemple, « île » devient « île-way ». Dans certains cas, on ajoute « way », « hay », ou « yay ». Le mot peut alors être transformé en « île-way », « île-hay », ou « île-yay ».

## Exemples en anglais
- « Lemon » → « Emon-lay »
- « Orange » → « Orange-way »
- « Apple » → « Apple-way »
- « Grapefruit » → « Apefruit-gray »
- « I have three hamsters and four rabbits. » → « Ihay avehay eethray amstershay anday ourfay abbitsray. »